# オーバーブラウス
オーバーブラウスは、裾をスカートやスラックスの上に出して着用するブラウスである。腰の部分が通常のブラウスよりも丈が短く、スカートやズボンの中に入れることが出来ないタイプもある。
学校の制服の形として採用されることも多い。